# Olympische Sommerspiele 1948/Teilnehmer (Monaco)
| Gelbes Symbol für Goldmedaillen mit stilisierten Olympischen Ringen | Graues Symbol für Silbermedaillen mit stilisierten Olympischen Ringen | Braundes Symbol für Bronzemedaillen mit stilisierten Olympischen Ringen |
| ------------------------------------------------------------------- | --------------------------------------------------------------------- | ----------------------------------------------------------------------- |
| —                                                                   | —                                                                     | —                                                                       |

Monaco nahm an den Olympischen Sommerspielen 1948 in London, Vereinigtes Königreich, mit einer Delegation von 4 Sportlern teil.

## Teilnehmer nach Sportarten

### Schießen
- Roger Abel
Kleinkaliber liegend: 68. Platz

- Pierre Marsan
Kleinkaliber liegend: 52. Platz

- Michel Ravarino
Kleinkaliber liegend: 36. Platz

- Herman Schultz
Freie Scheibenpistole: 41. Platz